# Las Pilas, Santa Cruz Zenzontepec
Las Pilas är en ort i Mexiko.   Den ligger i kommunen Santa Cruz Zenzontepec och delstaten Oaxaca, i den sydöstra delen av landet, 400 km sydost om huvudstaden Mexico City. Las Pilas ligger 963 meter över havet och antalet invånare är 259.
Terrängen runt Las Pilas är kuperad åt sydost, men åt nordväst är den bergig. Runt Las Pilas är det glesbefolkat, med 10 invånare per kvadratkilometer. Närmaste större samhälle är Llano Nuevo, 10,8 km väster om Las Pilas. I omgivningarna runt Las Pilas växer huvudsakligen savannskog.